# Patience Hill
Patience Hill es una localidad de Trinidad y Tobago, que forma parte de la parroquia de St. Andrew.

## Geografía
La localidad abarca parte de la isla de Tobago y limita al norte con Orange Hill (localidad perteneciente a la parroquia de St. Patrick), al sur con Signal Hill-Patience Hill y Spring Garden-Signal Hill, al este con Mount Marie y al oeste con Carnbee-Patience Hill.

## Demografía
Datos demográficos de la localidad de Patience Hill:
| Gráfica de evolución demográfica de Patience Hill entre 2000 y 2011 |
|                                                                     |